# Герб на Латвия
Гербът на Латвия представлява щит, разделен на 3 части, съдържащи слънце на син фон, червен лъв на сребърен фон и грифон на червен фон. Върху щита има 3 златни звезди. Отстрани гербът има щитодържатели червен лъв и грифон, а под щита дъбови клонки са преплетени със знамето на Латвия.
Националният герб на Латвия е създаден при обявяването на независимост на страната на 18 ноември 1918 г. и съчетава символи на независимостта на латвийската държава със символи на исторически региони.
Слънцето в горната част на герба символизира независимостта на латвийския народ. Стилизирано изображение на слънцето е било използвано като отличителен знак на латвийските стрелци, наети в руската царска войска по време на Първата световна война. 17-те лъча на слънцето изобразяват 17-те области на Латвия. 3-те звезди над щита олицетворяват идеята за включване към обединена Латвия на историческите райони Видземе (Ливония), Латгале и Курземе-Земгале (Курландия и Семигалия). Червеният лъв символизира западните области на Латвия, а източните са представени от сребърен грифон.
Използването на герба на Латвия е определено със закон. Съществуват 3 варианта – голям, малък-разширен и малък вариант:
- Големият вариант на герба се използва от президента, парламента, правителството и върховния съд, както и от дипломатическите представителства на страната.
- Средният вариант се използва от парламентарните агенции, министерския съвет и правителствените организации под надзора на правителството.
- Малкият вариант се използва от правителствените организации, общинските власти, образователните институции и на официални документи.